# Nirkh
Nirkh, eller Nerkh, är ett distrikt i Afghanistan. Det ligger i provinsen Wardak, i den nordöstra delen av landet, 40 km väster om huvudstaden Kabul.
Distriktet beräknades år 2022 ha cirka 67 000 invånare.